# Nikola Soldo
Nikola Soldo, né le 25 janvier 2001 à Stuttgart en Allemagne, est un footballeur croate qui évolue au poste de défenseur central au FC Kaiserslautern, en prêt du FC Cologne.

## Biographie

### En club
Né à Stuttgart en Allemagne, Nikola Soldo est formé par différents clubs, notamment le Dinamo Zagreb et l'Inter Zaprešić. Il joue son premier match en professionnel le 16 août 2019, avec l'Inter, lors d'une rencontre de championnat face au Dinamo Zagreb. Il est titularisé et son équipe s'incline par deux buts à un. Le 24 novembre 2019, il inscrit son premier but en professionnel, lors de la réception du HNK Rijeka. Il ne peut toutefois empêcher la défaite de son équipe, (1-4 score final).
Le 2 septembre 2022 est annoncé le transfert de Nikola Soldo au FC Cologne. Le joueur signe un contrat courant jusqu'en juin 2025. Lors de la saison 2023 - 2024, il évoluera sous les couleurs de Kaiserslautern,.

### En sélection
Le 8 octobre 2021, Nikola Soldo joue son premier match avec l'équipe de Croatie espoirs, lors d'un match face à la Norvège. Il est titularisé au poste de défenseur central ce jour-là et son équipe l'emporte par trois buts à deux. Quatre jours plus tard, il inscrit son premier but avec les espoirs, face à l'Azerbaïdjan. Son équipe l'emporte 1-5 à l'extérieur. Ces deux rencontres rentrent dans le cadre des éliminatoires de l'Euro espoirs 2023.

## Vie privée
Nikola Soldo est le fils de Zvonimir Soldo, ancien international croate. Nikola est né à Stuttgart en Allemagne, lorsque son père évoluait sous les couleurs du VfB Stuttgart.